# Habrocestum bovei
Habrocestum bovei là một loài nhện trong họ Salticidae.
Loài này thuộc chi Habrocestum. Habrocestum bovei được Hippolyte Lucas miêu tả năm 1846.